# Sebastian Deisler
Sebastian Toni Deisler (Lörrach, 5 gennaio 1980) è un ex calciatore tedesco, di ruolo centrocampista.
Nel gennaio 2007 ha annunciato il ritiro prematuro dall'attività agonistica per via dei continui infortuni che ne hanno pregiudicato il rendimento nel corso dell'intera carriera.

## Carriera
Iniziò a giocare a calcio a 6 anni, con il TV Turmringen. Nel 1995 passò al Borussia Mönchengladbach, con cui rimase fino al 1999 ed esordì nella massima serie del campionato tedesco la Bundesliga. Nel 1999 fu acquistato dall'Hertha Berlino, dove restò fino al 2002 prima di trasferirsi al Bayern Monaco.
Deisler fece parte della Nazionale tedesca al Campionato europeo 2000, ma fu assente nelle successive competizioni internazionali.
Nel 2002 fu vittima di un grave infortunio che gli impedì di disputare i Mondiali di Giappone e Corea del Sud. Nella stagione 2003-2004 fu a lungo assente dai campi di calcio a causa di una forma di depressione cronica, unita a continui infortuni al ginocchio iniziati a novembre 2003. Saltò così il Campionato europeo 2004.
Nell'ottobre 2004 incorse in un altro guaio fisico e fu costretto a saltare buona parte della stagione. Nell'estate 2005, però, scese in campo con la sua Nazionale nella Confederations Cup. Nel 2005-2006, dopo aver giocato alcune partite, subì un nuovo k.o. e saltò i Mondiali 2006 per un infortunio.
Ripresosi nell'autunno del 2006, confermò di poter essere un punto di forza del Bayern e della Nazionale tedesca, ma nel corso della pausa invernale (precisamente il 16 gennaio 2007) del campionato di Bundesliga 2006-2007 diede notizia della decisione di ritirarsi.

## Statistiche

### Presenze e reti nei club
| Stagione              | Squadra               | Campionato            | Campionato | Campionato | Coppe nazionali | Coppe nazionali | Coppe nazionali | Coppe internazionali | Coppe internazionali | Coppe internazionali | Totale | Totale |
| Stagione              | Squadra               | Comp                  | Pres       | Reti       | Comp            | Pres            | Reti            | Comp                 | Pres                 | Reti                 | Pres   | Reti   |
| --------------------- | --------------------- | --------------------- | ---------- | ---------- | --------------- | --------------- | --------------- | -------------------- | -------------------- | -------------------- | ------ | ------ |
| 1998-1999             | Borussia M'gladbach   | BL                    | 17         | 1          | CG              | 2               | 0               | -                    | -                    | -                    | 19     | 1      |
| 1999-2000             | Hertha Berlino        | BL                    | 20         | 2          | CG              | 1               | 0               | UCL                  | 8                    | 0                    | 29     | 2      |
| 2000-2001             | Hertha Berlino        | BL                    | 25         | 4          | CG              | 0               | 0               | UEFA                 | 4                    | 0                    | 29     | 4      |
| 2001-2002             | Hertha Berlino        | BL                    | 11         | 3          | CG              | 1               | 0               | UEFA                 | 1                    | 0                    | 13     | 3      |
| Totale Hertha Berlino | Totale Hertha Berlino | Totale Hertha Berlino | 56         | 9          |                 | 2               | 0               |                      | 13                   | 0                    | 71     | 9      |
| 2002-2003             | Bayern Monaco         | BL                    | 8          | 0          | CG              | 2               | 0               | UCL                  | 0                    | 0                    | 10     | 0      |
| 2003-2004             | Bayern Monaco         | BL                    | 11         | 4          | CG              | 2               | 0               | UCL                  | 1                    | 0                    | 14     | 4      |
| 2004-2005             | Bayern Monaco         | BL                    | 23         | 4          | CG              | 4               | 0               | UCL                  | 5                    | 0                    | 32     | 4      |
| 2005-2006             | Bayern Monaco         | BL                    | 16         | 0          | CG              | 3               | 0               | UCL                  | 6                    | 3                    | 25     | 3      |
| 2006-gen. 2007        | Bayern Monaco         | BL                    | 4          | 0          | CG              | 0               | 0               | UCL                  | 1                    | 0                    | 5      | 0      |
| Totale Bayern Monaco  | Totale Bayern Monaco  | Totale Bayern Monaco  | 62         | 8          |                 | 11              | 0               |                      | 13                   | 3                    | 86     | 11     |
| Totale carriera       | Totale carriera       | Totale carriera       | 135        | 18         |                 | 15              | 0               |                      | 26                   | 3                    | 176    | 21     |

### Cronologia presenze e reti in nazionale
| Cronologia completa delle presenze e delle reti in nazionale ― Germania | Cronologia completa delle presenze e delle reti in nazionale ― Germania | Cronologia completa delle presenze e delle reti in nazionale ― Germania | Cronologia completa delle presenze e delle reti in nazionale ― Germania | Cronologia completa delle presenze e delle reti in nazionale ― Germania | Cronologia completa delle presenze e delle reti in nazionale ― Germania | Cronologia completa delle presenze e delle reti in nazionale ― Germania | Cronologia completa delle presenze e delle reti in nazionale ― Germania |
| Data                                                                    | Città                                                                   | In casa                                                                 | Risultato                                                               | Ospiti                                                                  | Competizione                                                            | Reti                                                                    | Note                                                                    |
| ----------------------------------------------------------------------- | ----------------------------------------------------------------------- | ----------------------------------------------------------------------- | ----------------------------------------------------------------------- | ----------------------------------------------------------------------- | ----------------------------------------------------------------------- | ----------------------------------------------------------------------- | ----------------------------------------------------------------------- |
| 23-2-2000                                                               | Amsterdam                                                               | Paesi Bassi                                                             | 2 – 1                                                                   | Germania                                                                | Amichevole                                                              | -                                                                       | 46’                                                                     |
| 3-6-2000                                                                | Norimberga                                                              | Germania                                                                | 3 – 2                                                                   | Rep. Ceca                                                               | Amichevole                                                              | -                                                                       | 46’                                                                     |
| 7-6-2000                                                                | Friburgo                                                                | Germania                                                                | 8 – 2                                                                   | Liechtenstein                                                           | Amichevole                                                              | -                                                                       | 46’                                                                     |
| 12-6-2000                                                               | Liegi                                                                   | Germania                                                                | 1 – 1                                                                   | Romania                                                                 | Euro 2000 - 1º turno                                                    | -                                                                       | 77’                                                                     |
| 17-6-2000                                                               | Charleroi                                                               | Inghilterra                                                             | 1 – 0                                                                   | Germania                                                                | Euro 2000 - 1º turno                                                    | -                                                                       | 72’                                                                     |
| 20-6-2000                                                               | Rotterdam                                                               | Portogallo                                                              | 3 – 0                                                                   | Germania                                                                | Euro 2000 - 1º turno                                                    | -                                                                       | 86’                                                                     |
| 16-8-2000                                                               | Hannover                                                                | Germania                                                                | 4 – 1                                                                   | Spagna                                                                  | Amichevole                                                              | -                                                                       |                                                                         |
| 2-9-2000                                                                | Amburgo                                                                 | Germania                                                                | 2 – 0                                                                   | Grecia                                                                  | Qual. Mondiali 2002                                                     | 1                                                                       |                                                                         |
| 7-10-2000                                                               | Londra                                                                  | Inghilterra                                                             | 0 – 1                                                                   | Germania                                                                | Qual. Mondiali 2002                                                     | -                                                                       |                                                                         |
| 24-3-2001                                                               | Leverkusen                                                              | Germania                                                                | 2 – 1                                                                   | Albania                                                                 | Qual. Mondiali 2002                                                     | 1                                                                       |                                                                         |
| 28-3-2001                                                               | Amarousio                                                               | Grecia                                                                  | 2 – 4                                                                   | Germania                                                                | Qual. Mondiali 2002                                                     | -                                                                       | 37’, 59’                                                                |
| 29-5-2001                                                               | Brema                                                                   | Germania                                                                | 2 – 0                                                                   | Slovacchia                                                              | Amichevole                                                              | -                                                                       | 46’                                                                     |
| 6-6-2001                                                                | Tirana                                                                  | Albania                                                                 | 0 – 2                                                                   | Germania                                                                | Qual. Mondiali 2002                                                     | -                                                                       | 84’                                                                     |
| 15-8-2001                                                               | Budapest                                                                | Ungheria                                                                | 2 – 5                                                                   | Germania                                                                | Amichevole                                                              | -                                                                       | 85’                                                                     |
| 1-9-2001                                                                | Monaco di Baviera                                                       | Germania                                                                | 1 – 5                                                                   | Inghilterra                                                             | Qual. Mondiali 2002                                                     | -                                                                       |                                                                         |
| 6-10-2001                                                               | Gelsenkirchen                                                           | Germania                                                                | 0 – 0                                                                   | Finlandia                                                               | Qual. Mondiali 2002                                                     | -                                                                       |                                                                         |
| 9-5-2002                                                                | Friburgo                                                                | Germania                                                                | 7 – 0                                                                   | Kuwait                                                                  | Amichevole                                                              | 1                                                                       | 62’                                                                     |
| 14-5-2002                                                               | Cardiff                                                                 | Galles                                                                  | 1 – 0                                                                   | Germania                                                                | Amichevole                                                              | -                                                                       | 63’                                                                     |
| 18-5-2002                                                               | Leverkusen                                                              | Germania                                                                | 6 – 2                                                                   | Austria                                                                 | Amichevole                                                              | -                                                                       | 21’                                                                     |
| 6-9-2003                                                                | Reykjavík                                                               | Islanda                                                                 | 0 – 0                                                                   | Germania                                                                | Qual. Euro 2004                                                         | -                                                                       | 70’                                                                     |
| 8-9-2004                                                                | Berlino                                                                 | Germania                                                                | 1 – 1                                                                   | Brasile                                                                 | Amichevole                                                              | -                                                                       | 87’                                                                     |
| 9-10-2004                                                               | Teheran                                                                 | Iran                                                                    | 0 – 2                                                                   | Germania                                                                | Amichevole                                                              | -                                                                       | 79’                                                                     |
| 4-6-2005                                                                | Belfast                                                                 | Irlanda del Nord                                                        | 1 – 4                                                                   | Germania                                                                | Amichevole                                                              | -                                                                       | 46’                                                                     |
| 8-6-2005                                                                | Mönchengladbach                                                         | Germania                                                                | 2 – 2                                                                   | Russia                                                                  | Amichevole                                                              | -                                                                       | 46’                                                                     |
| 15-6-2005                                                               | Francoforte sul Meno                                                    | Germania                                                                | 4 – 3                                                                   | Australia                                                               | Conf. Cup 2005 - 1º turno                                               | -                                                                       | 76’                                                                     |
| 18-6-2005                                                               | Colonia                                                                 | Tunisia                                                                 | 0 – 3                                                                   | Germania                                                                | Conf. Cup 2005 - 1º turno                                               | -                                                                       |                                                                         |
| 21-6-2005                                                               | Norimberga                                                              | Argentina                                                               | 2 – 2                                                                   | Germania                                                                | Conf. Cup 2005 - 1º turno                                               | -                                                                       | 40’                                                                     |
| 25-6-2005                                                               | Norimberga                                                              | Germania                                                                | 2 – 3                                                                   | Brasile                                                                 | Conf. Cup 2005 - Semifinale                                             | -                                                                       | 25’ 83’                                                                 |
| 29-6-2005                                                               | Lipsia                                                                  | Germania                                                                | 4 – 3 dts                                                               | Messico                                                                 | Conf. Cup 2005 - Finale 3º posto                                        | -                                                                       | 67’                                                                     |
| 17-8-2005                                                               | Rotterdam                                                               | Paesi Bassi                                                             | 2 – 2                                                                   | Germania                                                                | Amichevole                                                              | -                                                                       | 46’                                                                     |
| 3-9-2005                                                                | Bratislava                                                              | Slovacchia                                                              | 2 – 0                                                                   | Germania                                                                | Amichevole                                                              | -                                                                       |                                                                         |
| 7-9-2005                                                                | Brema                                                                   | Germania                                                                | 4 – 2                                                                   | Sudafrica                                                               | Amichevole                                                              | -                                                                       | 46’                                                                     |
| 8-10-2005                                                               | Istanbul                                                                | Turchia                                                                 | 2 – 1                                                                   | Germania                                                                | Amichevole                                                              | -                                                                       | 46’                                                                     |
| 12-10-2005                                                              | Amburgo                                                                 | Germania                                                                | 1 – 0                                                                   | Cina                                                                    | Amichevole                                                              | -                                                                       |                                                                         |
| 12-11-2005                                                              | Saint-Denis                                                             | Francia                                                                 | 0 – 0                                                                   | Germania                                                                | Amichevole                                                              | -                                                                       | 31’ 46’                                                                 |
| 1-3-2006                                                                | Firenze                                                                 | Italia                                                                  | 4 – 1                                                                   | Germania                                                                | Amichevole                                                              | -                                                                       |                                                                         |
| Totale                                                                  |                                                                         | Presenze                                                                | 36                                                                      |                                                                         | Reti                                                                    | 3                                                                       |                                                                         |

## Palmarès

### Club

#### Competizioni nazionali
- Campionato tedesco: 3

Bayern Monaco: 2002-2003, 2004-2005, 2005-2006
- Coppa di Germania: 3

Bayern Monaco: 2002-2003, 2004-2005, 2005-2006
- Coppa di Lega tedesca: 2

Hertha Berlino: 2001
Bayern Monaco: 2004